# Chiesa di San Giovanni Battista (Cernusco Lombardone)
La chiesa di San Giovanni Battista è la parrocchiale di Cernusco Lombardone, in provincia di Lecco e arcidiocesi di Milano; fa parte del decanato di Merate.

## Storia
La prima citazione di una cappella a Cernusco risale al XIII secolo ed è contenuta nel Liber Notitiae Sanctorum Mediolani, scritto da Goffredo da Bussero, in cui si legge che era filiale della pieve di San Vittore di Missaglia; questa situazione è confermata dalla Notitia Cleri del 1398.
Dalla relazione della visita pastorale del 1757 dell'arcivescovo Giuseppe Pozzobonelli s'apprende che la parrocchiale, avente come filiali gli oratori di San Dionisio e di Santa Caterina Vergine e Martire, era sede dell'istituto della Dottrina Cristiana, della confraternita dei Santissimi Sacramento e Rosario e del sodalizio della Santissima Croce e che il numero di fedeli era pari a 540.
L'antica chiesetta, ormai rivelatasi insufficiente a soddisfare le esigenze della popolazione, venne demolita nel 1779 per far posto alla nuova parrocchiale, che fu aperta al culto e benedetta il 16 dicembre 1787.
Tra il 1831 e il 1833 venne eretto il campanile, disegnato da Giacomo Moraglia; nel 1854 la parrocchia fu aggregata al vicariato di Merate e nel 1879 si provvide a realizzare il pronao.
Nel 1897 l'arcivescovo Andrea Carlo Ferrari, compiendo la sua visita pastorale, trovò che i fedeli ammontavano a 1500 e che nella parrocchiale, alle cui dipendenze v'erano tre oratori, aveva sede la confraternita del Santissimo Sacramento; lo stesso arcivescovo Ferrari impartì il 27 ottobre 1906 la consacrazione.
L'edificio fu poi ampliato nel 1950 per volere dell'allora parroco don Riccardo Salvioni; la parrocchia passò nel 1971 al decanato di Missaglia, per poi entrare a far parte di quello di Merate nel 1974.

## Descrizione

### Esterno
La facciata a capanna della chiesa, rivolta a nordovest e preceduta dal pronao tetrastilo le cui colonne tuscaniche sorreggono il timpano triangolare, presenta al centro il portale d'ingresso, è scandita da quattro lesene e coronata dal frontone.
Annesso alla parrocchiale è il campanile a base quadrata, la cui cella presenta su ogni lato una monofora, protetta da balaustra e affiancata da due paraste, ed è coronata dalla cupoletta poggiante sul tamburo.

### Interno
L'interno dell'edificio si compone di un'unica navata e del transetto; al termine dell'aula v'è il presbiterio, a sua volta chiuso dall'abside semicircolare.
Qui sono conservate diverse opere di pregio, tra le quali le tele seicentesche raffiguranti le Tre Virtù Teologali e la Tentazione di Sant'Antonio, l'organo, costruito dalla ditta bergamasca Serassi nel 1846, e l'affresco del catino absidale ritraente l'Ascensione, nello stile di Jacopo Robusti.